# عتبة كلوية
العتبة الكلوية هو مصطلح فيسيولوجي (علم وظائف الأعضاء) يطلق على أقصى تركيز للمادة في الدم بحيث إذا تم تخطيه، تبدأ الكلى في إفراز المادة من الدم إلى البول. ويمكن شرح العتبة الكلوية كالتالي: يتم ترشيح بلازما الدم بما يشمله من مواد مختلفة في محفظة بومان في كبيبات الكلى، ثم ينتقل هذا السائل الراشح إلى نبيبات الكلى الدانية (القريبة) حيث يتم إعادة امتصاص هذه المواد من خلال نواقل عديدة في جدار النبيبات وإعادتها إلى الدم، وبما أن عدد هذه النواقل له حد، فإن قدرة النواقل على إعادة الامتصاص لها حد، بحيث إذا تخطى تركيز المادة هذا الحد (العتبة الكلوية) تصبح النواقل مشبعة وغير قادرة على إعادة امتصاص المزيد من التركيزات، وبالتالي تظل هذه المواد في البول حتى يتم طرحها.
وتختلف العتبات الكلوية باختلاف المواد، فعلى سبيل المثال، فإن العتبة الكلوية لمادة اليوريا (البولينا) ،السامة للجسم، منخفض بحيث يسهل طرحها في البول. في حين تكون العتبة الكلوية لمادة الجلوكوز مرتفع، حوالي 160-180 مغ/دسل، بحيث يتم إعادة امتصاص أكبر قدر منها وطرح أقل نسبة في البول. ويعد أهم الأسباب التي تؤدي إلى تخطي تركيز الجلوكوز في الدم للعتبة الكلوية هوة مرض السكري، حيث يرتفع تركيز الجلوكوز في الدم عن هذا التركيز ويتم طرحه في البول، لذلك يعرف باسم البول السكري.
وتختلف العتبة الكلوية أيضا باختلاف الأنواع، كما تختلف أيضا من حالة فسيولوجية إلى أخرى في الحيوان، فقد تتغير إذا دخل الحيوان في حالة سبات. كما قد تؤثر أنواع من الأدوية على العتبة الكلوية، كما وقد تتغير بأشكال معينة مرتبطة بعدة أمراض. فإذا تقلصت هذه العتبة الكلوية نتيجة هذه التأثيرات، فقد نشهد بيلة سكرية (ارتفاع نسبة السكر في البول) رغم عدم ارتفاعها في الدم، وهوة ما يعرف بالبيلة السكرية الكلوية.
عند جمعها، تحدد عتبات الكلى بشكل كبير جزء أساسي من وظيفتها في فيسيولوجيا الكلى، وتعد العديد من اختبارات وظائف الكلى بمثابة قياسات لعتبات الكلى لمواد مختلفة.